# Geir Haarde
Geir Hilmar Haarde (Reykjavik, 8 april 1951) is een IJslands politicus van de centrumrechtse Onafhankelijkheidspartij. Van halverwege 2006 tot 1 februari 2009 was hij premier. Van 2005 tot 2009 was hij ook partijvoorzitter.

## Loopbaan
Geir Haarde, zoon van een Noorse vader en een IJslandse moeder, werd als econoom opgeleid aan de Brandeis Universiteit in Massachusetts, de Paul H. Nitze School of Advanced International Studies in Washington D.C. en de Johns Hopkins-universiteit in Baltimore.

### Politicus
Geir was sinds 1987 lid van het Alþingi (het parlement van IJsland). Hij was tot 2005 minister van Financiën, waarna hij minister van Buitenlandse Zaken werd. Nadat premier Halldór Ásgrímsson op 5 juni 2006 ontslag had genomen, werd Geir de nieuwe premier.
Tijdens de kredietcrisis, die IJsland zeer hard trof, besloot de regering van Geir Haarde in oktober 2008 tot nationalisering van de IJslandse bankensector. Vanwege de zware financiële crisis waarin IJsland verkeerde en de protesten van de gedupeerde IJslandse burgers, kondigde hij op 26 januari 2009 het aftreden van het voltallige kabinet aan. Drie dagen eerder had hij bekendgemaakt dat hij aan slokdarmkanker leed, waardoor hij niet kon deelnemen aan de IJslandse parlementsverkiezingen 2009. 

### Nasleep bankencrisis
Van 5 september 2011 tot 23 april 2012 stond Geir Haarde terecht voor een speciaal gerechtshof wegens zijn doen en vooral zijn nalaten in de IJslandse bankencrisis en de periode die daaraan voorafging. Hiertoe werd voor het eerst in de IJslandse geschiedenis een Landsdómur bijeengeroepen, een speciaal hof voor ambtsmisdrijven door ministers, samengesteld uit opperrechters, juristen aangewezen door het parlement, de president van het Hof van Reykjavik en een hoogleraar. Haarde werd onder meer verweten dat hij zijn regering niet op tijd en onvoldoende had ingelicht over de crisis, dat hij had verzuimd initiatief te tonen in het opzetten van een analyse van de mogelijke gevaren voor de staat bij een financiële shock en dat hij had verzuimd te garanderen het IJslandse bankensysteem te verkleinen.
Op 23 april 2012 werd Geir deels schuldig bevonden aan betrokkenheid bij de bankencrisis. Hem werd verweten dat hij onvoldoende toezicht had gehouden op de grote banken, wat in 2008 tot hun faillissement geleid had. Van de overige drie aanklachten werd hij vrijgesproken. Hem werd geen straf opgelegd.
Om principiële redenen legde hij zijn zaak voor aan het Europees Hof voor de Rechten van de Mens, maar zijn beroep werd in november 2017 ongegrond verklaard.

### Latere functies
Geir Haarde was van 2015 tot 2019 ambassadeur van IJsland in de Verenigde Staten en enkele Zuid-Amerikaanse landen. Op 1 juli 2019 werd hij namens de Scandinavische en Baltische staten executive director (bewindvoerder) bij de Wereldbank.